# Гаттой
Гаттой (чечен. ГӀаттой, ГIаттай, ГIаттий) — чеченский тайп, относящийся к тукхуму шатой. Исторически расселён в Шатойском районе Чеченской Республики. Родовое село Гатен-Кале. Неподалёку от родового поселения имеется гора Гаттийн лам (чечен. ГӀаттийн лам) и в черте села Гаттийн кешнаш (чечен. ГӀаттийн кешнаш) «Гаттинцев кладбище».

## Расселение
Помимо Гаттин-Кале представители тайпа Гаттой проживают в близлежащем селении Деха-Йист (чечен. Дехьа-Йист). До выселения чеченцев 1944 года они обитали в ряде ныне нежилых хуторов (Гуьлс, Баслага, Анали и других). На территории Чеченской Республики гаттинкалинцы или гаттинцы (от чечен. ГIаьтти-Кхаьлл или ГIаттай, ГIаттий) в настоящее время наиболее компактно проживают в г. Шали, с. Хамби-Ирзи Ачхой-Мартановского района и с. Лаха-Невре Надтеречного района, Шатое.
У гаттинцев сохранилось предание о том, что предки тайпа Гаттой (чечен. ГIаттай, ГIаттий), будучи в ближайшем родстве с тайпом Хаккой (чечен. Хьаккой), наравне с ними в более ранние эпохи обитали в пределах нынешнего райцентра Шатой. Однако и те, и другие были вынуждены покинуть указанные места в связи с российским завоеванием, в ходе которого царская армия аннексировала Шатой, построив там крепость и разместив в ней военный гарнизон. Не желая подвергать своих близких смертельной опасности, предки гаттинкалинцев перебрались на место нынешнего своего обитания, тогда как хаккоевцы отселились в противоположную сторону — в местечко Цогуне (чечен. ЦIогуне).
Согласно семейным преданиям, по завершении Кавказской войны, ориентировочно в 50-е годы XIX столетия, примерно 15 семей гаттинцев — Шериповы, Батаевы, Дубаевы-Дабаевы, Пайзулаевы и другие — вернулись на землю своих дедов и осели внутри шатойской крепости, в той её части, которая носила название «чечен. ГIалгӏазакхийн ГIала» («Казачье укрепление», «Казачья крепость», «Казачий город»), остатки стены которой сохранились до наших дней.

## История
В 1844 году в разгар Кавказской войны было принято решение прервать свободное сообщение между Большой и Малой Чечнёй; ослабить угрозу для крепости Грозной со стороны Ханкальского ущелья, служившего местом сбора горских отрядов, нападавших на русские укрепления и станицы на Сунже и Тереке и блокировать горцам выход на равнину из Аргунского ущелья. Для достижения этих целей на месте бывшего чеченского аула Чахкери было начато возведение укрепления Воздвиженского. При сооружении крепости солдаты обнаружили огромный древний каменный крест (или мечеобразную стелу), который оказался собственностью чеченского тайпа «гаттой».
Согласно с данными ДНК-тестирования, из которого обнаруживается, что по происхождению наиболее близкими к Гаттой являются такие шатоевские тайпы, как Хаккой (чечен. Хьаккой), Халгий (чечен. Хьалг1и или Хьен-Кхаьллой), Варандой а также те Пхамтой (чечен. Пхьамтой) и Ваштарой, кто относятся к гаплогруппе L3.

## Расселение
- Гатен-Кале,
- Дех-Йисте,
- Шатой
- Грозный,
- Урус-Мартан,
- Шали,
- Старые Атаги,
- Новые Атаги,
- Дуба-Юрт,
- Чири-Юрт,
- Надтеречное,
- Хамби-Ирзи,
- Алхан-Кала,
- Побединское
- Агишты,
- Рошни-Чу,
- Гойское,
- Гикало,
- Чечен-Аул
- Ассиновская.

## Известные представители
- Хасуха Магомадов[6] — последний абрек в СССР, участник антисоветского восстания на Северном Кавказе в 1940—1944 годах[3].
- Шерипов, Асланбек Джемалдинович — командующий Чеченской Красной армией; чеченский революционер; член РКП(б)[7][8][9]
- Шерипов Джемалдин — подпоручик русской службы, командир 5-й сотни Терской постоянной горской милиции[10].
- Шерипов, Майрбек Джемалдинович — организатор антисоветского движения в Чечено-Ингушетии в 1941—1942 годах[10].
- Шерипов Назарбек Джемалдинович — первый чеченский драматург, актёр и режиссёр. Офицер. С 1905 г. посвятил себя театру и воплощению в жизнь мечты создать труппу из артистов-чеченцев для постановки пьес на чеченском языке. В 1912 году на грозненской сцене поставил пьесу на чеченском языке «На вечеринке» (Синкъерамехь). Псевдоним — Назар-Бек Гаттен-Калинский[11].
- Шерипов Заурбек Джемалдинович — публицист, фольклорист, общественный деятель. Составитель первого русско-чеченского словаря. Член I съезда советов Чечни (1923), заместитель председателя ЦИК Чеченской автономной области, член ЦИК СССР. В 1923 году активно выступал против ареста А. Митаева. Был арестован, следователи ГПУ заявили, что З. Шерипов был «пособником главарей бандформирований и ярым противником Советской власти». Оргбюро РКП(б) и VII пленума областного исполкома Чеченской АО в сентябре 1925 г. заявили, что З. Шерипов один из «наиболее активных носителей буржуазно-националистической идеологии». Погиб[11].
- Шерипов Данилбек Джемалдинович — публицист, редактор, издатель. До революции был редактором газеты «Терек» демократического направления, закрытой губернаторской администрацией в 1912 г. В марте 1917 г. избран помощником комиссара Грозненского округа, член Чеченского народного совета. В 1923—1924 гг. — председатель Чеченского областного суда, член ЦИК Чеченской автономной области. В 1923 году активно выступал против ареста А. Митаева. Позже работал в культуре, писал статьи и пьесы. Автор исторической пьесы «Алибек-хаджи». Неоднократно арестован. В 1937 году арестован, умер в пересыльной тюрьме в Казахстане[11].